# Pom Poms
«Pom Poms» — es una canción interpretada por la banda estadounidense Jonas Brothers. Su lanzamiento fue en la primavera de 2013 en el programa de radio On Air with Ryan Seacrest, y estaba prevista a estar incluida en el quinto álbum del grupo "V", el cual sería el primero después de salir de Disney y de Hollywood Records.

## Antecedentes y lanzamiento
A mediados de febrero de 2013, los chicos anunciaron la grabación de su próximo vídeo musical, el primero para su nuevo álbum, el cual fue grabado el 16 de febrero el Nueva Orleans. Debido a algunas imágenes que se difundieron rápidamente, el sencillo se llamaría "Americana", pero la banda el 18 de febrero anuncio oficialmente el nombre de la canción. Al hacerse pública la noticia en Twitter la red social aceptó de manera positiva el anuncio y en cuestión de minutos #PomPoms se convirtió en Tema de Tendencia mundial de primera categoría.

## Anuncio oficial
El 27 de marzo de 2013 anunciaron a través de su página web el conteo regresivo para el lanzamiento de la canción (iTunes) y el vídeo musical oficial (Transmisión especial de E! News). El conteo empezó con el número 7 y día tras día se ha reducido hasta que el 2 de abril ya estaba disponible.
El video fue subido a su cuenta VEVO el 3 de abril de 2013. Actualmente cuenta con más de 30 millones de visitas.

## Vídeo musical
Con el conteo se han revelado teasers diarios del vídeo bajo las siguientes etiquetas ("hashtags") en Twitter:
- #PomPoms7[9]
- #PomPoms6[10]
- #PomPoms5[11]
- #PomPoms4[12]
- #PomPoms3[13]
- #PomPoms2
- #PomPoms1

## Audio
El 29 de marzo de 2013 se reveló un minuto de la canción junto con la letra completa de la misma a través de JustJared.

## Posicionamiento
| Listas (2013)                                        | Posiciones |
| ---------------------------------------------------- | ---------- |
| Bélgica (Flandes) (Ultratip Bubbling Under)          | 68         |
| Canadá (Canadian Hot 100)                            | 57         |
| Francia (SNEP)                                       | 178        |
| Italia (FIMI)                                        | 53         |
| México Top Anglo (Monitor Latino)                    | 17         |
| España (Top 100 Canciones)                           | 48         |
| Ucrania (FDR Charts)                                 | 9          |
| Estados Unidos (Billboard Hot 100)                   | 60         |
| Venezuela Venezuela Pop/Rock General (Record Report) | 13         |